# Leucippus fallax
El colibrí ante o colibrí anteado (Leucippus fallax) es una especie de ave apodiforme de la familia Trochilidae, la única perteneciente al género monotípico Leucippus. Es nativa del litoral norte de América del Sur.

## Distribución y hábitat
Su distribución se restringe a la zona costera árida del norte de Colombia y Venezuela, desde la península de La Guajira en el este de Colombia hasta la península de Araya en el este de Venezuela. En Colombia, se encuentra desde la base sureste de las montañas de Santa Marta hasta la serranía de Macuira en el extremo oriental de la península de La Guajira. En Venezuela, la especie se encuentra desde la sierra de Baragua,  en el estado Lara, y tiene una distribución discontinua en las costas oriental y occidental. En las regiones occidental y central, el colibrí se encuentra desde el noroeste de Zulia hacia el este a través de Falcón, hacia el sur hasta Lara, y hacia el este en la base septentrional de la cordillera costera venezolana desde Puerto Cabello en Carabobo hasta las proximidades de Macuto en La Guaira. En la costa oriental de Venezuela, la especie se encuentra desde el noreste de Anzoátegui hasta la península de Araya en Sucre y en las islas de Margarita, Coche, Cubagua, La Tortuga, Chimana Grande y Caribe.
Esta especie es considerada bastante común en sus hábitats naturales: las zonas áridas de vegetación xerófila, incluidos matorrales espinosos, bosques espinosos, jardines suburbanos y bordes de manglares desde el nivel del mar hasta los 800 m de altitud.

## Descripción
Llegan a medir 11,5 cm con un peso promedio de 6,5 g. Las partes inferiores son de color canela-anteadas, la cola es cuadrada, con las timoneras centrales verde claro y las externas pardo-grisáceo con ápices blancos. Las partes superiores son verde-bronceado claro.

## Sistemática

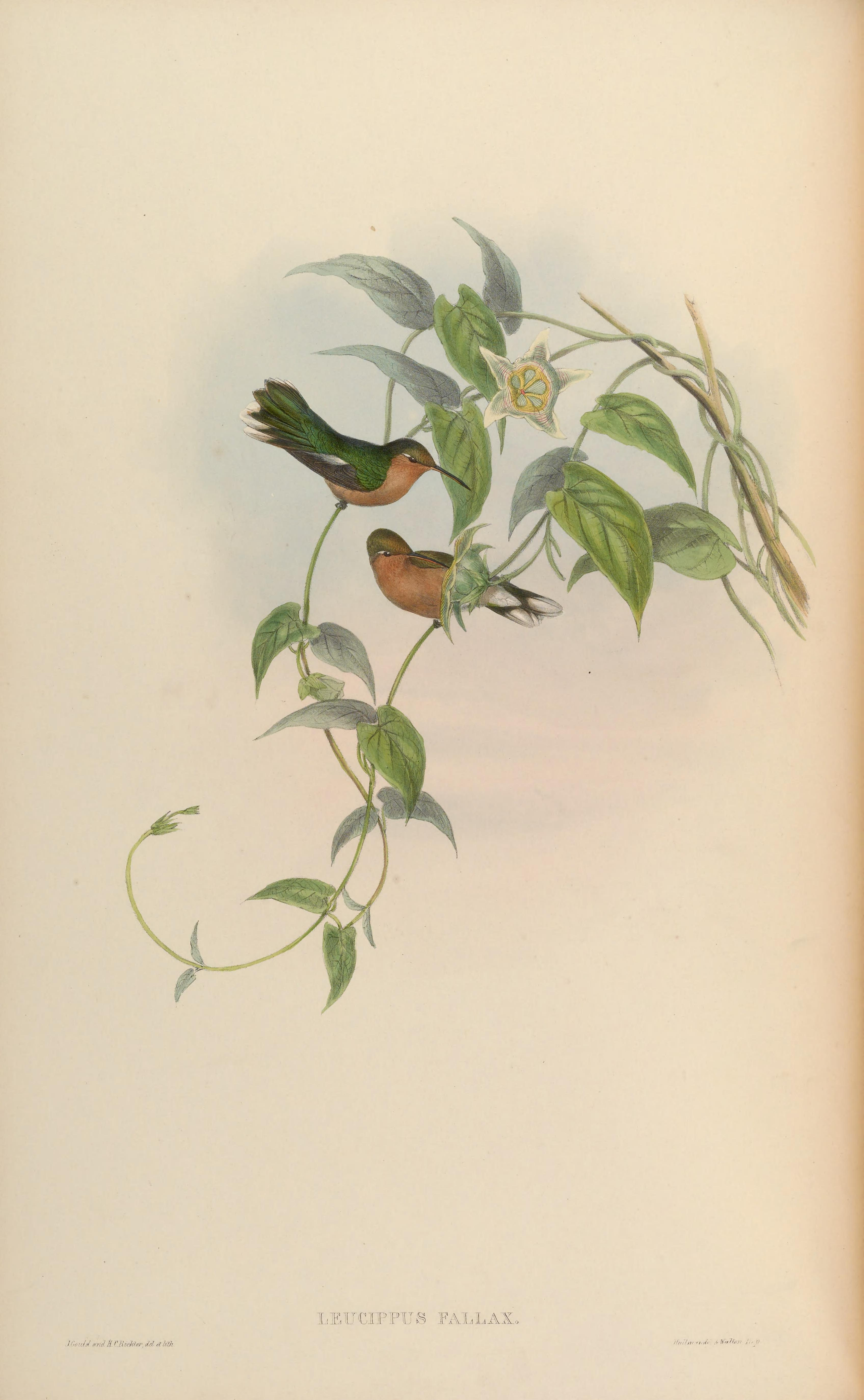
Leucippus fallax, ilustración de Gould y Richter en A monograph of the Trochilidae, or family of humming-birds 2, 1861.

### Descripción original
La especie L. fallax fue descrita por primera vez por el ornitólogo francés Jules Bourcier en 1843 bajo el nombre científico Trochilus fallax; su localidad tipo es: «Caracas, Venezuela».

### Etimología
El nombre genérico masculino Leucippus proviene de la mitología griega, Leucipo, fue un príncipe pisano, hijo del rey Enómao, que se enamoró perdidamente de la ninfa Dafne; y el nombre de la especie «fallax» en latín significa ‘falso’, ‘engañoso’.

### Taxonomía
Los estudios filogenéticos de McGuire et al. (2014) demostraron que el género Leucippus era polifilético, en consecuencia, este género es actualmente monotípico e incluye únicamente a L. fallax. Otras especies anteriormente situadas dentro de Leucippus no pertenecen al mismo clado que L. fallax y ahora se asignan al género Thaumasius (L. taczanowskii y L. baeri), Taphrospilus (L. hypostictus) y Talaphorus (L. chlorocercus). Según esta filogenia, ninguna de estas especies es el taxón hermano de L. fallax. La especie más emparentada con L. fallax es Phaeochroa cuvierii.
Durante la historia taxonómica de la presente especie, varias formas fueron descritas, sea como especies plenas (Dolerisca cervina, Doleromyia pallida) o como subespecies (L. fallax richmondi, L. fallax occidentalis), que posteriormente se comprobó ser indistinguibles de la nominal. Es monotípica.